# Joachim Reuscher
Joachim Reuscher (* 19. August 1895 in Frankfurt (Oder); † 26. September 1980 in Hannover) war ein deutscher Landrat, Kreisleiter der NSDAP sowie SS-Führer.

## Leben
Joachim Reuscher besuchte die Gymnasien in Frankfurt (Oder) und Posen. Er leistete Kriegsdienst im Ersten Weltkrieg, wurde verwundet und erhielt mehrere militärische Auszeichnungen. 1917 geriet er in britische Kriegsgefangenschaft, aus der er 1919 entlassen wurde. Er wurde als Oberleutnant aus der Armee entlassen. Reuscher absolvierte am landwirtschaftlichen Seminar in Königsberg/Neumark eine landwirtschaftliche Ausbildung. Er trat dem Stahlhelm, Bund der Frontsoldaten bei. 1926 beteiligte Reuscher sich an einer großen landwirtschaftlichen Unternehmung in der Türkei. 1927 war er wieder zurück in Deutschland.

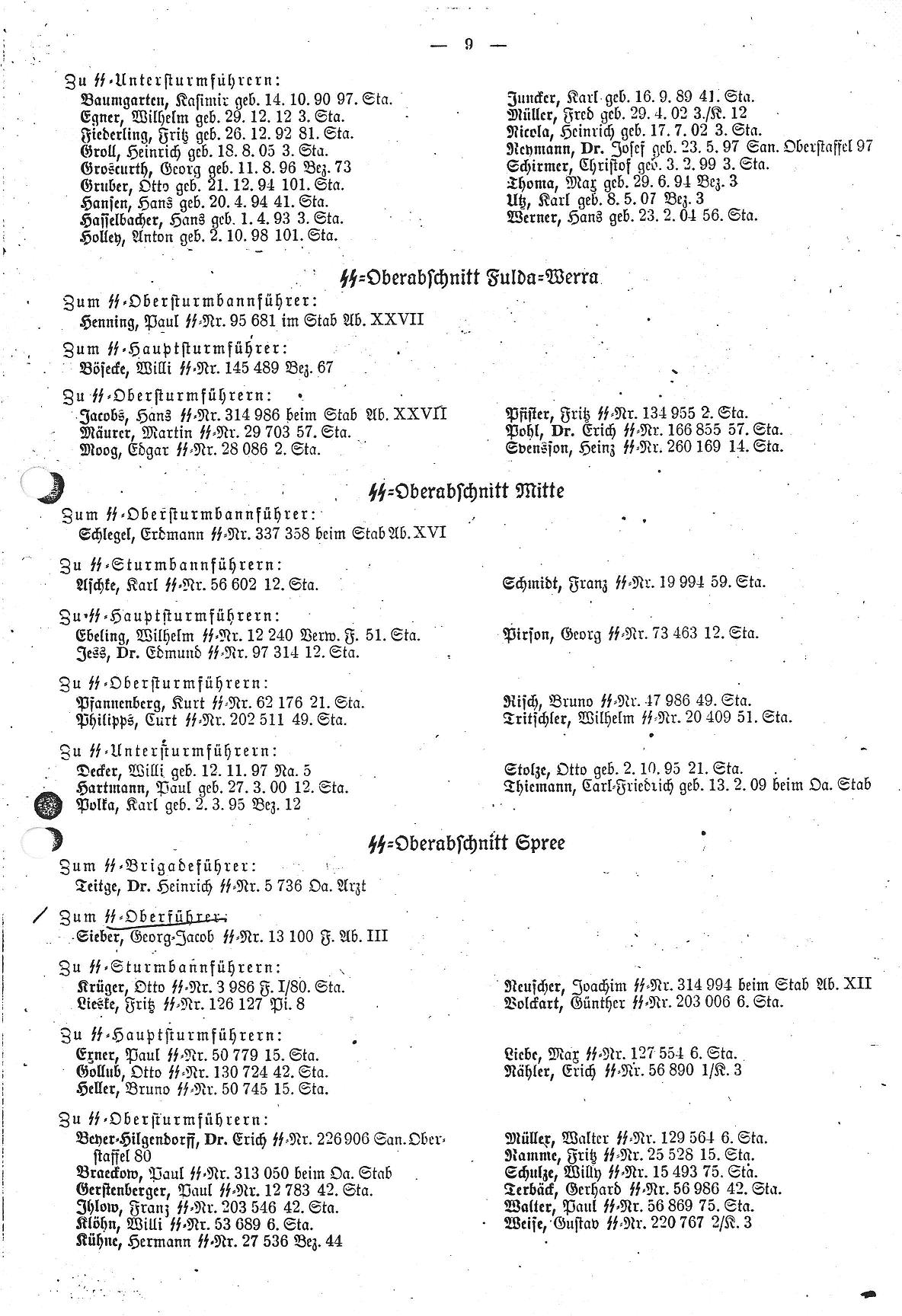
Beförderung zum SS-Sturmbannführer an Hitlers Geburtstag 1942 im SS-Verordnungsblatt

Reuscher trat zum 1. August 1930 der NSDAP bei (Mitgliedsnummer 272.447) und wurde auch Mitglied der SS (SS-Nummer 314.994). Am 31. Juli 1933 wurde Reuscher von Propagandaminister Joseph Goebbels zum Leiter der Propagandastelle Kurmark ernannt. Ab 1933 war er Ortsgruppenleiter der NSDAP in Königsberg/Neumark. Ab August 1933 amtierte er als Landrat im Landkreis Königsberg Nm. in der Provinz Brandenburg; im Juni 1934 wurde er hauptamtlich in die Stelle eingesetzt. Von 1936 bis 1938 bekleidete er auch den Posten des Kreisleiters der NSDAP. 1939 wurde Reuscher SS-Hauptsturmführer. Von 1942 bis 1943 wirkte Reuscher als Leiter der Hauptabteilung Verwaltung im Rang eines SS-Sturmbannführers und Landrat im Generalkommissariat Weißruthenien. Ab 1943 wirkte er als Führer im Stab SS-Abschnitt XII (Frankfurt a. O.).